# الثعله
الثعله (به عربی: الثعلة) یک منطقهٔ مسکونی در سوریه است که در استان سویدا واقع شده‌است. الثعله ۴٬۵۶۹ نفر جمعیت دارد.